# Basse-Goulaine
Basse-Goulaine é uma comuna francesa na região administrativa do País do Loire, no departamento de Loire-Atlantique. Estende-se por uma área de 13.74 km². Em 2010 a comuna tinha 9 331 habitantes (densidade: 679,1 hab./km²).